# Lhôpital
Pour les articles homonymes, voir Lhopital (homonymie).
Pour l’article ayant un titre homophone, voir L'Hôpital.
Lhôpital est une ancienne commune française située dans le département de l'Ain en région Auvergne-Rhône-Alpes. Le 1er janvier 2019, elle devient commune déléguée et chef-lieu de Surjoux-Lhopital.

## Géographie

### Localisation
La commune est située entre Valserhône au nord et  Seyssel au sud.

### Communes limitrophes
| Haut-Valromey (Hotonnes) | Injoux-Génissiat | Injoux-Génissiat |
|                          | Lhôpital         | Surjoux          |
| Haut-Valromey (Songieu)  | Chanay           | Chanay           |

### Géologie et relief
La superficie de la commune est de 368 hectares ; son altitude varie entre 395 et 1 160 mètres.
L'altitude « moyenne » est de 490 m.

## Histoire
Aucune trace d'aucun vestige archéologique n'a été découverte à Lhôpital pour la période allant de l'âge du fer jusqu'au Haut Moyen Âge.
Le village, mentionné au XIIe siècle, doit son origine à un établissement des hospitaliers de Saint-Jean-de-Jérusalem.
Le 1er janvier 2019, la commune s'unit avec Surjoux pour former la commune nouvelle de Surjoux-Lhopital, dont elle constitue une commune déléguée.

## Toponymie
Lhôpital était nommé Hospitale de Chanei en 1195, Hospitalarius de Chanay vers 1265, Hospitium de Chanay vers 1344, Hospitale de Chanay vers 1365, L´Hospital en 1563, L´Hospital de Dorches en 1724, Lhopital en 1734, L´Hopital sur Dorches en 1789 et L´Hôpital en 1911.

## Urbanisme
En 2009, le nombre total de logements dans la commune était de 34, alors qu'il était de 31 en 1999.
Parmi ces logements, 72,5 % étaient des résidences principales, 21,4 % des résidences secondaires et 6,1 % des logements vacants. Ces logements étaient pour 90,9 % d'entre eux des maisons individuelles et pour 9,1 % des appartements.
La proportion des résidences principales, propriétés de leurs occupants était de 70,8 %, en légère hausse par rapport à 1999 (68,4 %).
| 1968 | 1975 | 1982 | 1990 | 1999 | 2009 |
| ---- | ---- | ---- | ---- | ---- | ---- |
| 32   | 28   | 25   | 27   | 31   | 34   |

## Politique et administration

### Administration municipale
Le nombre d'habitants de la commune étant inférieur à 100, le nombre de membres du conseil municipal est de 7.
Un projet de fusion entre les communes de Lhôpital, Chanay et Surjoux a existé dans les années 2010 mais il n'a pas abouti.

#### Élection municipale de 2014
En 2014, le nouveau maire Frédéric Malfait, 39 ans, est le plus jeune maire du département de l'Ain.

### Tendances et résultats politiques

#### Élections cantonales
Lors des élections cantonales françaises de 2011, Lhôpital est la commune de l'Ain qui vote le plus pour le parti socialiste avec 92,59 % des suffrages exprimés en faveur de ce parti.

#### Élections présidentielles, résultats des deuxièmes tours
- Élection présidentielle de 2002 : 87,10 %  pour Jacques Chirac (RPR), 12,90 % pour Jean-Marie Le Pen (FN), 90,24 % de participation[10].
- Élection présidentielle de 2007 : 64,10 % pour Nicolas Sarkozy (UMP), 35,90 % pour Ségolène Royal (PS), 93,33 % de participation[11].
- Élection présidentielle de 2012 : 54,84 % pour Nicolas Sarkozy (UMP), 45,16 % pour François Hollande (PS), 80,00 % de participation[12].

#### Élections législatives, résultats des deuxièmes tours
- Élections législatives de 2002 :  50 % pour M. Hubert Bertrand (Radical de gauche) et 50 % pour M. Étienne Blanc (UMP)[13].
- Élections législatives de 2007 :  78,79 % pour M. Étienne Blanc et  21,21 % pour Mme Françoise Rigaud[14].
- Élections législatives de 2012 :  56 % pour M. Jean-Marc Fognini (socialiste) et  44 % pour M. Étienne Blanc[15]

### Liste des maires

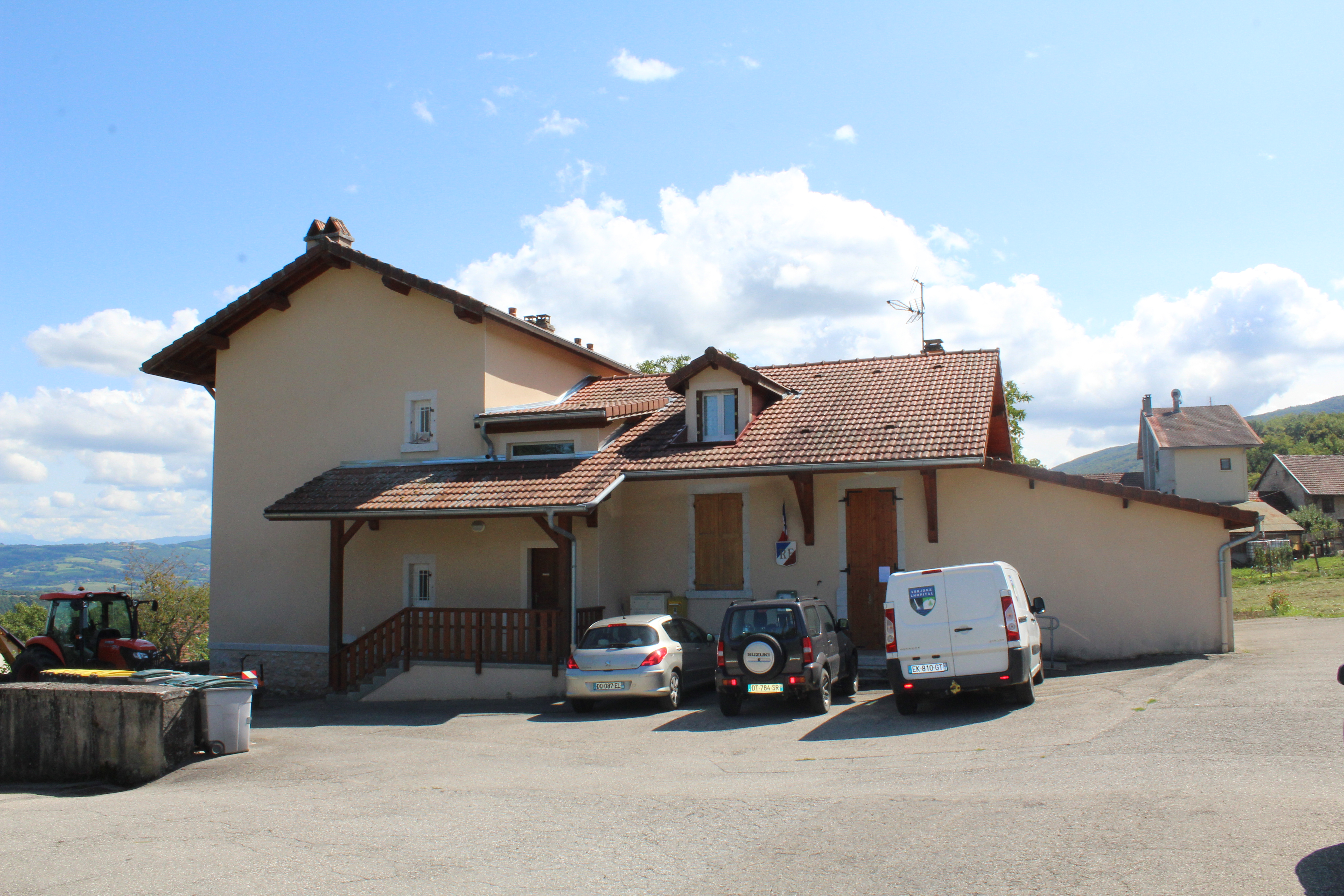
Mairie.

| Période                                  | Période      | Identité         | Étiquette | Qualité                                         |
| ---------------------------------------- | ------------ | ---------------- | --------- | ----------------------------------------------- |
| Les données manquantes sont à compléter. |              |                  |           |                                                 |
| 1944                                     | octobre 1947 | Ernest Brunet    |           |                                                 |
| octobre 1947                             | mars 1983    | Alice Levet      |           |                                                 |
| mars 1983                                | janvier 2005 | Marcel Châtelain |           |                                                 |
| 25 janvier 2005                          | 31 mars 2014 | André Martel     |           | Agent SNCF à la retraite (né en 1943 à Seyssel) |
| 31 mars 2014                             | 2019         | Frédéric Malfait | SE        | Artisan                                         |

| Période | Période | Identité         | Étiquette | Qualité |
| ------- | ------- | ---------------- | --------- | ------- |
| 2019    |         | Frédéric Malfait |           |         |

### Instances judiciaires et administratives
Lhôpital relève du tribunal d'instance de Nantua, du tribunal de grande instance de Bourg-en-Bresse, de la Cour d'appel de Lyon, du tribunal pour enfants de Bourg-en-Bresse, du conseil de prud'hommes d'Oyonnax, du tribunal de commerce de Bourg-en-Bresse, du tribunal administratif de Lyon et de la Cour administrative d'appel de Lyon.

### Équipements municipaux
En février 2014, la commune investit dans un tracteur de déneigement, acheté en commun avec la commune voisine de Surjoux. Chacune des deux communes a payé la moitié du prix du véhicule (57 408 euros au total).

## Population et société

### Démographie

#### Évolution démographique
Les habitants sont appelés les Hospitaliers
L'évolution du nombre d'habitants est connue à travers les recensements de la population effectués dans la commune depuis 1793. Pour les communes de moins de 10 000 habitants, une enquête de recensement portant sur toute la population est réalisée tous les cinq ans, les populations de référence des années intermédiaires étant quant à elles estimées par interpolation ou extrapolation. Pour la commune, le premier recensement exhaustif entrant dans le cadre du nouveau dispositif a été réalisé en 2008.
En 2018, la commune comptait 52 habitants, en évolution de −1,89 % par rapport à 2012 (Ain : +5,15 %, France hors Mayotte : +2,11 %).
| 1793 | 1800 | 1806 | 1821 | 1831 | 1836 | 1841 | 1846 | 1851 |
| ---- | ---- | ---- | ---- | ---- | ---- | ---- | ---- | ---- |
| 108  | 110  | 119  | 140  | 157  | 154  | 180  | 183  | 183  |

| 1856 | 1861 | 1866 | 1872 | 1876 | 1881 | 1886 | 1891 | 1896 |
| ---- | ---- | ---- | ---- | ---- | ---- | ---- | ---- | ---- |
| 170  | 166  | 157  | 147  | 150  | 155  | 154  | 127  | 120  |

| 1901 | 1906 | 1911 | 1921 | 1926 | 1931 | 1936 | 1946 | 1954 |
| ---- | ---- | ---- | ---- | ---- | ---- | ---- | ---- | ---- |
| 115  | 97   | 83   | 68   | 55   | 46   | 57   | 61   | 53   |

| 1962 | 1968 | 1975 | 1982 | 1990 | 1999 | 2006 | 2008 | 2013 |
| ---- | ---- | ---- | ---- | ---- | ---- | ---- | ---- | ---- |
| 49   | 53   | 42   | 29   | 53   | 49   | 56   | 58   | 50   |

| 2018 | - | - | - | - | - | - | - | - |
| ---- | - | - | - | - | - | - | - | - |
| 52   | - | - | - | - | - | - | - | - |

#### Pyramide des âges
| Hommes | Classe d’âge | Femmes |
| ------ | ------------ | ------ |
| 0      | 90 ans ou +  | 0      |
| 12,1   | 75 à 89 ans  | 8,0    |
| 21,2   | 60 à 74 ans  | 20     |
| 12,1   | 45 à 59 ans  | 20     |
| 24,2   | 30 à 44 ans  | 24     |
| 6,1    | 15 à 29 ans  | 12     |
| 24,2   | 0 à 14 ans   | 16     |

| Hommes | Classe d’âge | Femmes |
| ------ | ------------ | ------ |
| 0,3    | 90 ans ou +  | 1,0    |
| 5,5    | 75 à 89 ans  | 8,2    |
| 12,6   | 60 à 74 ans  | 12,8   |
| 20,7   | 45 à 59 ans  | 20,1   |
| 22,0   | 30 à 44 ans  | 21,5   |
| 17,7   | 15 à 29 ans  | 16,5   |
| 21,2   | 0 à 14 ans   | 19,9   |

### Enseignement
Lhôpital est située dans l'académie de Lyon.
La commune n'administre aucune école maternelle ou école élémentaire.

### Manifestations culturelles et festivités
Chaque année depuis 2013, un repas canadien est organisé et rassemble presque tous les habitants (38 sur 55 en 2014).
L'association « du patrimoine de Chanay, Lhôpital et Surjoux » organise le festival des Nuits étoilées qui se déroule essentiellement à Chanay.

### Cultes
Au sein de l'archidiaconé « Saint-Jean-Marie Vianney (Dombes, Plaine de l’Ain, Côtière, Val de Saône) » du diocèse de Belley-Ars dans l'archidiocèse de Lyon, le territoire de la commune dépend de la paroisse de Seyssel. Le culte catholique n'est plus célébré dans l'église de la commune mais dans les communes voisines.

## Économie
Au 31 décembre 2010, Lhôpital comptait cinq établissements : un dans l’agriculture-sylviculture-pêche, deux dans la construction, un dans le commerce-transports-services divers et un relatif au secteur administratif.
En 2011, aucune entreprise n'a été créée dans la commune.
L'hôpital fait partie de l'aire de production du comté, un fromage de lait cru de vache à pâte pressée cuite.

## Culture locale et patrimoine
La commune ne compte ni monument, ni objet répertorié à l'inventaire des monuments historiques, et aucun lieu, monument ou objet répertorié à l'inventaire général du patrimoine culturel,.
L'église Saint-Jean-Baptiste construite au XIIe siècle a été reconstruite à la fin du XIXe siècle.